# Deporte en el Antiguo Egipto
El deporte en el Antiguo Egipto ocupaba una parte importante del ocio de los jóvenes de la antigüedad, quedando reflejado en numerosos testimonios: decoraciones en tumbas, vasijas, ostraca, etc. Aunque algunas actividades (especialmente las artes marciales) estuvieron preferentemente reservadas a la aristocracia, parece que personas de todas las clases participaba en multitud de deportes. No existía ninguna competición de la importancia de los Juegos Olímpicos, aunque se disputaban competiciones (al menos de alguna disciplina concreta).

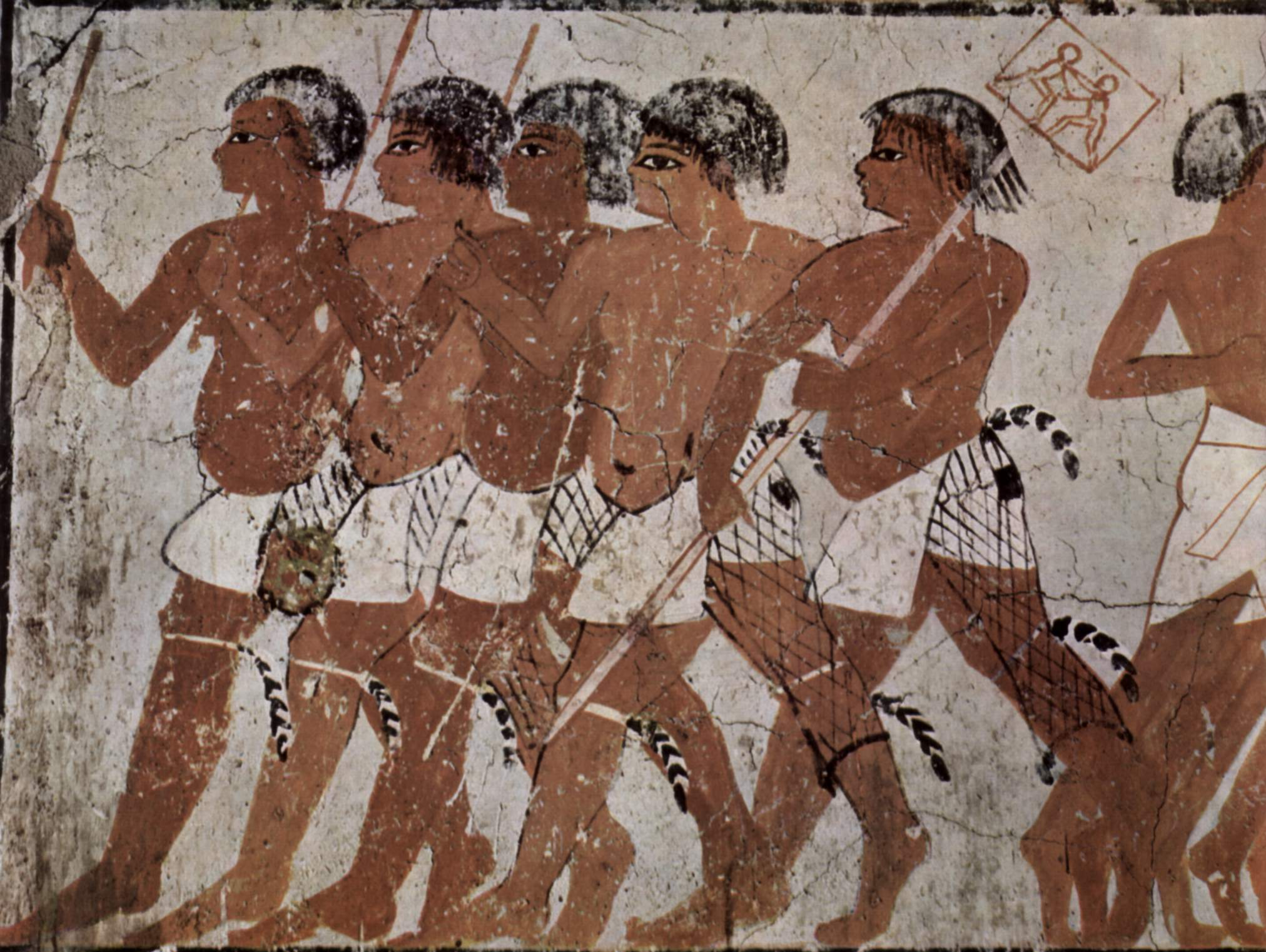
Deportistas egipcios.

Podemos relacionar algunas de estas actividades deportivas de la época con algunos deportes modernos, aunque a menudo tengan pocas cosas en común:
- Atletismo: se practicaban carreras a pie. Una carrera de ida y vuelta, de unos 100 kilómetros de distancia, se disputaba entre Menfis y el oasis de El Fayum durante la dinastía XXV (siglo VII a. C.) Los corredores invertían cerca de 8 horas en realizar el trayecto.
- Boxeo: una representación pictórica, en la tumba de Jeruef, muestra a seis boxeadores en posición de combate.
- Carreras de carros: se disputaban carreras de carros .
- Asalto con palo: este deporte de lucha era muy popular en el Antiguo Egipto. Se han hallado numerosas representaciones de esta actividad y varios de estos bastones se han encontrado en la tumba de Tutankamon.
- Lucha: gran deporte del Egipto antiguo, la lucha está atestiguada por numerosas representaciones como las pinturas de Beni Hasan, pertenecientes a la época de las dinastías XI y XII (hacia el 2000 a. C.), los relieves de la calzada de la pirámide de Sahura (hacia el año 2500 a. C.) o la tumba de Ptahhotep en Saqqara (hacia el 2350 a. C.) y en las tumbas del nomarca Jnumhotep II y de Sesostris II.
- Deportes acuáticos: también se disputaban deportes acuáticos en el Nilo.
- Tiro con arco: era el deporte por excelencia de la época. Los arqueros recibían lingotes de cobre.

Algunos faraones fueron célebres por sus hazañas deportivas que aumentaban su aura y su dimensión divina, en particular Amenhotep II. En La civilisation de l'Egypte pharaonique (Arthaud 1965), François Daumas cuenta que un joven príncipe muy atlético, el futuro faraón, era capaz de tensar su arco de tal forma que «las flechas atravesaban totalmente salmones de cobre de seis centímetros de espesor; las puntas sobrepasaban el blanco veinte centímetros». Aficionado a los caballos, también participaba en competiciones de coche de caballos.
Los nobles practicaban la caza para divertise. La más peligrosa era la caza del hipopótamo. El faraón cazaba también leones, toros salvajes, antílopes: unos bajorrelieves de Medinet Habu representa así a Ramsés III, cazando sobre su carro.